# Predappio

Predappio (la Prè en dialecte romagnol) est une commune de la province de Forlì-Cesena, dans la région Émilie-Romagne, en Italie.

## Géographie
Predappio se trouve à 133 m d’altitude sur les premières collines de l’Apennin du nord, au bord du torrent Rabbi, un affluent du Montone, sur la route provinciale S9ter à 16 km de Forlì et au croisement des routes de Meldola 11 km à l’est, de Dovadola 13 km à l’ouest et Rocca San Casciano 14 km au sud.

## Histoire
L’histoire de Predappio débute à l’époque romaine au moment où l’empereur Auguste divisa l'Italie en onze régions. Predappio faisait partie de la septième région et le nom de la cité découlerait de celui d’une possession d'une famille romaine nommée Praesidium Domini Appi, abrégée en Pre.D.i.Appi. Les ruines d’une antique villa, d’un château et d’une église romaine, datant du Ier siècle, furent découvertes à la suite de fouilles menées en 1960.
À la suite de la chute de l’Empire romain et des invasions barbares, les documents écrits deviennent inexistants jusqu’au XIe siècle où apparaît (1045) le premier témoignage écrit d’un monastère bénédictin ainsi que le nom de l’abbé : Ego Bonizio (1068).
En 1304, Predappio fut la possession du marquis Argugliosi.
En juin 1424, les troupes de Pandolfo III prirent d’assaut le château de Fiumana.
En 1434, Antonio I Ordelaffi reçut du pape Eugène IV la reconnaissance de la seigneurie de Forli et la possession du territoire de Fiumana (fraction de Predappio).
Benito Mussolini naît le 29 juillet 1883 à Varani dei Costa, un hameau de la commune de Dovia di Predappio, sa maison natale se visite encore aujourd'hui. Le 30 août 1957, le gouvernement italien, ayant besoin du soutien de l'extrême droite au Parlement, décide de rendre la dépouille à la famille Mussolini qui la transfère dans la crypte de la chapelle familiale dans le cimetière de San Cassiano de Predappio.
En 2016, lassé des célébrations à la gloire de Mussolini accueillant de 80 000 à 100 000 visiteurs par an, son maire Giorgio Frassineti décide d'y abriter un « Musée du fascisme ». Ce musée, sous l'autorité d'historiens, devait être installé dans l'ex-siège régional du parti fasciste, construit dans les années 1930. Cependant, le nouveau maire annule ce projet et compte transformer le bâtiment en office du tourisme.

## Administration
| Période                                  | Période  | Identité           | Étiquette       | Qualité |
| ---------------------------------------- | -------- | ------------------ | --------------- | ------- |
| 26 mai 2019                              | En cours | Roberto Canali     | Divers droite   |         |
| Les données manquantes sont à compléter. |          |                    |                 |         |
| 2014                                     | 2019     | Giorgio Frassineti | Parti Démocrate |         |
| 2009                                     | 2014     | Giorgio Frassineti | Parti Démocrate |         |

### Hameaux
Fiumana, Sant'Agostino, San Cassiano, San Savino, Santa Marina, Tontola, Trivella

### Communes limitrophes
Castrocaro Terme e Terra del Sole, Civitella di Romagna, Dovadola, Forlì, Galeata, Meldola, Rocca San Casciano

## Population

### Évolution de la population en janvier de chaque année
| 1861  | 1901  | 1921  | 1951   | 1961  | 1971  | 1981  | 1991  | 2001  |
| ----- | ----- | ----- | ------ | ----- | ----- | ----- | ----- | ----- |
| 4 466 | 6 507 | 7 293 | 10 074 | 7 844 | 6 324 | 6 235 | 5 969 | 6 149 |

| 2011  | - | - | - | - | - | - | - | - |
| ----- | - | - | - | - | - | - | - | - |
| 6 545 | - | - | - | - | - | - | - | - |

### Ethnies et minorités étrangères
Selon les données de l’Institut national de statistique (ISTAT) au 1er janvier 2011, la population étrangère résidente était de 640 personnes.
Les nationalités majoritairement représentatives étaient :
| Pos. | Pays      | Population |
| ---- | --------- | ---------- |
| 1    | Macédoine | 132        |
| 2    | Roumanie  | 98         |
| 3    | Maroc     | 88         |

## Monuments et lieux d’intérêt

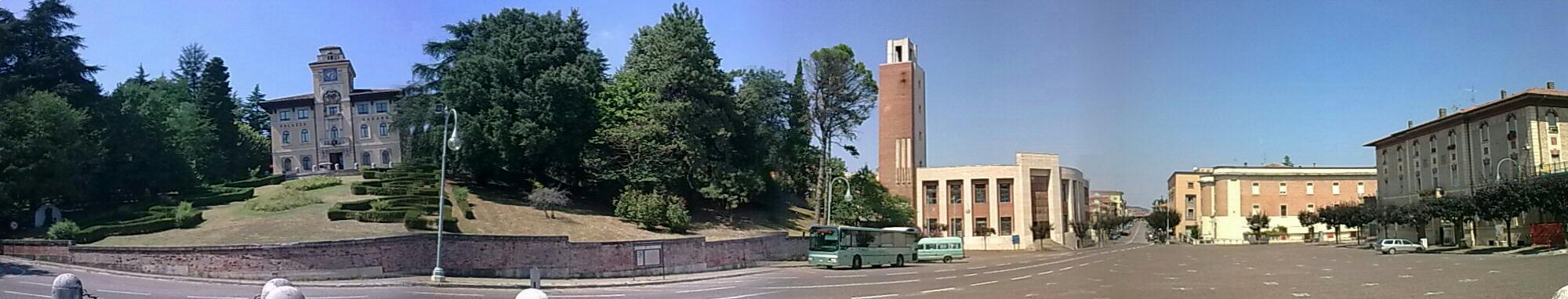
Vue panoramique

Le territoire de Predappio est, depuis le Moyen Âge, situé sur un passage stratégique à travers les Apennins, entre la côte Adriatique et la côte Tyrrhénienne. La route qui mène de Ravenne à Florence, en passant par Forli, était jalonnée de fiefs et territoires féodaux protégés par des forteresses.
- le château de Predappio Alta : construit par Guovanni d’Appia, cette position stratégique dans la vallée du Rabbi aiguisa la convoitise des Calboli et des Ordelaffi. En 1371, la rocca fut assignée à la république de Florence. En 1434, la rocca fut modifiée pour répondre aux nouveaux critères militaires.

L’édifice servit de siège communal jusqu’en 1923.
- le château de Fiumana : connu comme Castrum Flumane, il fut assiégé et détruit par les Florentins en 1201, reconstruit et de nouveau détruit en 1235.

En 1253, après sa reconstruction le château sera le fief des Ordelaffi jusqu’en 1359 où il sera occupé par Albornoz, devient possession de Florence puis des Visconti.

En 1501, la place est conquise par César Borgia pour passer, trois ans après, au Saint-Siège.

Le château tomba complètement en ruines au début du XXe siècle.
- la rocca Calboli : La première trace écrite remonte à 909 et atteste son appartenance à la famille Calboli qui restera en sa possession jusqu’en 1278 ; année où cette possession fut confirmée par Otton III du Saint-Empire et où la rocca fut détruite par Guido da Montefeltro.

Aujourd’hui, les quelques ruines qui restent sont mises à mal par le manque d’entretien et les activités agricoles.
la Rocca delle Caminate : Citée pour la première fois comme castrum Caminate, Caminatari ainsi que Montis Tetti en 997, la rocca fut possession de Ambrone delle Caminate, puis de son fils en 1116.

En 1441, après de nombreuses luttes, la rocca fut prise par Domenico Malatesta Novello, puis en 1468 par Pino Ordelaffi qui la détruisit.

Reconstruite par les gens de Forli qui la gardèrent jusqu’en 1503 ; prise par les Vénitiens, la rocca passa au Saint-Siège en 1508.

Encore dans de bonnes conditions, la rocca fut restaurée en 1927 pour devenir la résidence d’été de Mussolioni. Aujourd’hui, appartenant à la province de Forli-Cesena, seul le parc est ouvert au public.
- la Rocca d'Elmici : située au nord-ouest de Predappio et notée en 900 comme Castrum Elmizie, Rocha Elmicis, Rocche de Ermizia ou encore Rocca de' Mici, en tant que fief des Calboli.

En 970, était propriété de Ugone di Sasso, puis de Simone di Particeto la passa à l’abbaye de l’Isola en 1180, qui la retransmit en 1191 au monastère de Santa Maria di Porto, à qui elle fut prise puis incendiée par les Florentins en 1236.

En 1298, la rocca tombe aux mains des Calboli pour repasser, en 1304, dans celles des Ordelaffi.

En 1348, le castrum Rocche Elmici appartenait à Johanni condam Nicoluccii de Calbulo de civitate Forlivii qui le perdit en 1359 au profit de Albornoz pour le compte du Saint-siège qui, en 1411 l’attribua en fief à Cervatto de Cesena.

En 1433, fut conquise par Antonio I Ordelaffi qui la fortifia en 1471. Après son retour au saint-Siège, la rocca devint propriété de Forli en 1535.
Aujourd’hui, ne restent que quelques ruines de la rocca et des murs d’enceinte.
- le château Griggiano : Situé au sud-ouest du hameau de Predappio Alta et connu comme Griziano, Griggiano puis  Triggiano, en 1180, une première fois cité comme castrum Grizani et appartenant à Simone di Particeto qui en fit don à l’église de Ravenne, le château passa en 1243 à l’église de Forlimpopoli.

Actuellement, ne restent que quelques fondations et murailles.
- le château Loreta : Situé à l’ouest du hameau de Fiumana., la première trace écrite comme castrum Laurete remonte à 1169 quand, possession de Forli, il fut assiégé et incendié par Faenza.

Reconstruit par Forli, le château devint la possession de Ubaldo Di Loreta lequel, en 1236, dut le donner au Florentins qui l’assiégeait. Détruit puis reconstruit, il fut de nouveau incendié par Faenza, neuf années plus tard.

Aujourd’hui, une villa est construite à l’emplacement du château dont il ne reste que quelques ruines.
- le Palazzo Varano : Siège actuel de l’hôtel de ville de Predappio, le palazzo est situé sur la piazza Sant’Antonio, à côté de l’église du même nom, sur une position élevée et entourée d’un grand parc public.

- la maison natale de Benito Mussolini : où son père tenait un atelier de forgeron, et la crypte où sa famille est enterrée.

## Personnalités liées à Predappio

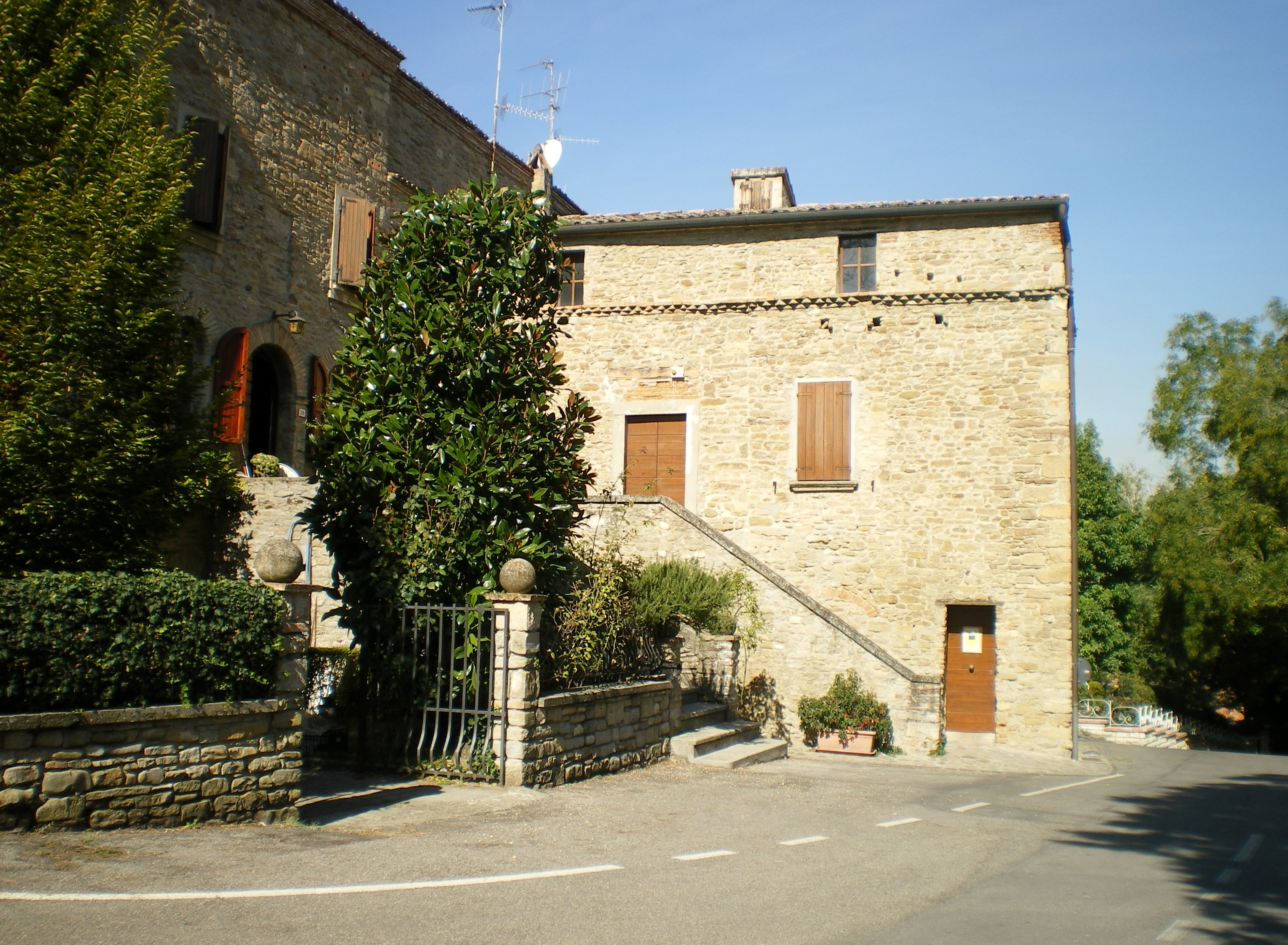
Maison natale de Benito Mussolini.

- Alessandro Mussolini (1854-1910), militant socialiste et libertaire, père de Benito Mussolini
- Rosa Maltoni (1858-1905), mère de Benito Mussolini
- Benito Mussolini (1883-1945), président du conseil des ministres, puis dictateur fasciste[7].
- Arnaldo Mussolini (1885-1931), journaliste, frère de Benito Mussolini
- Edvige Mussolini (1888-1952), soeur de Benito Mussolini
- Rachele Guidi (1890-1979), camarade de classe, puis épouse de Benito Mussolini
- Adone Zoli (1887-1960), président de conseil des ministres
- Benito Partisani (1906-1969), artiste
- Pino Romualdi (1913-1988), politique et journaliste
- Vittorio Emiliani (1935), politique et journaliste
- Marino Amadori (1957), cycliste
- Giorgio Canali (1958), musicien et chanteur
- Gilberto Cappelli (1952), compositeur et peintre

## Infrastructures et transports
Predappio est relié à Forlì par le service de transport public régulier sur la ligne 129, qui achève son parcours à Premilcuore et un service de navette journalier entre Predappio et le hameau de Predappio Alta.

### Distance des chefs-lieux de l'Émilie-Romagne
- Forlì 14,3 km
- Cesena 23,1 km
- Ravenne 38,9 km
- Rimini 45,8 km
- Bologne 67,5 km
- Ferrare 85,5 km
- Modène 104,6 km
- Reggio d'Émilie 127,6 km
- Parme 152,7 km
- Plaisance 209,2 km

## Jumelage
- Breuna (Allemagne)
- Kenderes (Hongrie)

## Cimetière de San Cassiano
Y sont inhumés :
- Benito Mussolini
- Adone Zoli